# فقد التمايز الخلوي

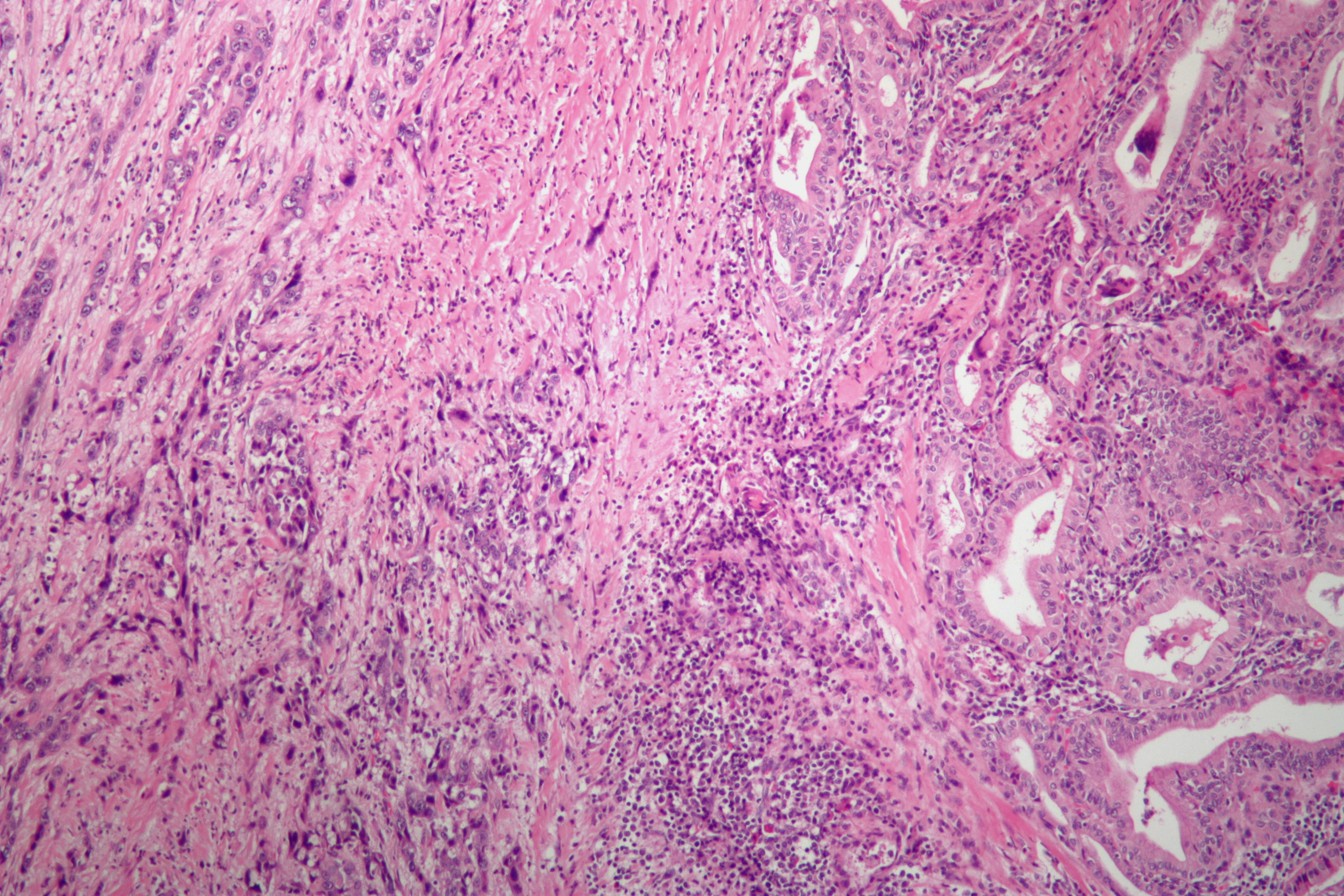
سرطانة درقية كشمية

فقد التمايز الخلوي أو التحول الراجع أو الكَشَم أو  إرتداد هو حالة للخلايا تتميز بفقر التمايز الخلوي، وهي حالة تعرض خاصة في السرطانات.